# Bill Skarsgård
Bill Istvan Günther Skarsgård, född 9 augusti 1990 i Maria Magdalena församling, Stockholm, är en svensk skådespelare. Bill Skarsgård är son till Stellan Skarsgård och My Skarsgård och bror till skådespelarna Alexander, Gustaf, Valter, Ossian och Kolbjörn Skarsgård. Han är sonsons son till Hjalmar Nilsson, vars barn antog namnet Skarsgård.

## Biografi
Bill Skarsgård tog studentexamen vid Södra Latin 2009. Skådespelarkarriären inledde han som 10-åring med en mindre roll i Järngänget. Han har ingen formell utbildning inom teater eller film och genombrottet kom 2010 när han spelade huvudrollen Simon i filmen I rymden finns inga känslor. Rollen gav honom en guldbaggenominering i kategorin Bästa manliga huvudroll samt publikpriset på Seattles filmfestival. Filmen utsågs till Sveriges bidrag till nomineringarna i kategorin Bästa utländska film till Oscarsgalan 2011 men blev inte uttagen. Skarsgård spelade sedan huvudrollen Martin i filmen Himlen är oskyldigt blå (2010), som hade svensk premiär den 15 oktober 2010. I filmen medverkar även skådespelarna Peter Dalle och Björn Kjellman. Han har en roll i filmen Kronjuvelerna (2011) tillsammans med Björn Gustafsson och Alicia Vikander där han spelar Rickard. 
År 2012 deltog Skarsgård i sin första internationella storproduktion när han spelade en mycket liten roll i Anna Karenina. Påföljande år fick han huvudrollen, Roman Godfrey, i den amerikanska TV-serien Hemlock Grove (2013). År 2016 gjorde Bill Skarsgård rollen som Matthew i storfilmen Allegiant, den tredje filmen i filmserien The Divergent. År 2017 spelar han den ondskefulla clownen Pennywise i en nyinspelning av Stephen Kings skräckroman Det. Romanen filmatiserades första gången 1990 och då gjorde Tim Curry rollen som Pennywise.
År 2022 porträtterade Skarsgård den svenske brottslingen Clark Olofsson i Jonas Åkerlunds dramaserie Clark som visades på Netflix. Hann vann Kristallen 2022 i kategorin "Årets manliga skådespelare i en tv-produktion" för sin medverkan i serien.

### Privatliv
Han har ett förhållande med skådespelaren Alida Morberg. Tillsammans har de två barn, en dotter född 2018 och ett barn född 2022.

## Filmografi
| År        | Titel                       | Roll                    | Noteringar |
| --------- | --------------------------- | ----------------------- | ---------- |
| 2000      | Järngänget                  | Klasse                  |            |
| 2002      | Pappa polis                 | Tony                    | Miniserie  |
| 2007      | Myskväll                    | Victor                  | Kortfilm   |
| 2008      | Pigan brinner!              | Tonårs-Nosferatu        | Kortfilm   |
| 2008      | Arn – Riket vid vägens slut | Erik                    |            |
| 2009      | Kenny Begins                | Pontus                  |            |
| 2009      | Livet i Fagervik            | Mårten                  |            |
| 2010      | I rymden finns inga känslor | Simon                   |            |
| 2010      | Himlen är oskyldigt blå     | Martin                  |            |
| 2010      | Arn                         | Erik                    |            |
| 2011      | Kronjuvelerna               | Richard Persson         |            |
| 2011      | Simon och ekarna            | Simon Larsson           |            |
| 2012      | Anna Karenina               | Captain Machouten       |            |
| 2013      | Victoria                    | Otto                    |            |
| 2013-2015 | Hemlock Grove               | Roman Godfrey           | TV-serie   |
| 2016      | Allegiant                   | Matthew                 |            |
| 2016      | A Stone Appears             | Man                     | Kortfilm   |
| 2017      | Atomic Blonde               | Merkel                  |            |
| 2017      | Alteration                  | Alejandro               | Kortfilm   |
| 2017      | Det                         | Pennywise / Det         |            |
| 2017      | Battlecreek                 | Henry                   |            |
| 2017      | Trollvinter i Mumindalen    | Mumintroll              | Röst       |
| 2018      | Deadpool 2                  | Axel Cluney / Zeitgeist |            |
| 2018      | Castle Rock                 | The Kid                 | TV-serie   |
| 2018      | Assassination Nation        | Mark/Mark               |            |
| 2019      | Villains                    | Mickey                  |            |
| 2019      | Det: Kapitel 2              | Pennywise / Det         |            |
| 2020      | Nine Days                   | Kane                    |            |
| 2020      | The Devil All the Time      | Willard                 |            |
| 2021      | Naked Singularity           | Dane                    |            |
| 2021      | Eternals                    | Kro                     |            |
| 2022      | Clark                       | Clark Olofsson          | TV-serie   |
| 2022      | Emperor                     | Filip II av Spanien     |            |
| 2022      | Barbarian                   | Keith                   |            |
| 2022      | Bränn alla mina brev        | Sven Stolpe             |            |
| 2023      | John Wick: Chapter 4        | Marquis                 |            |
| 2023      | Boy Kills World             | Boy                     |            |
| 2024      | The Crow                    | Eric Draven / The Crow  |            |
| 2024      | Nosferatu                   | Greve Orlok             |            |
| 2025      | Locked                      | Eddie                   |            |
| 2025      | It – Welcome to Derry       | Pennywise / Det         | TV-serie   |
| 2025      | Dead Man's Wire             | Tony Kiritsis           |            |